# Boldog vagyok
A Boldog vagyok Bayer Friderika harmadik nagylemeze.

## Az album dalai[1]
1. Feltárcsáztad a szívem (Janca Ákos-Csuka László)
2. Tudnod kell (Janca Ákos-Csuka László)
3. Megbocsátanék (Janca Ákos-Csuka László)
4. Menedékház (Jakab Zsolt-Csuka László)
5. Más dimenzió (Janca Ákos-Csuka László)
6. Fehér madár (Janca Ákos-Csuka László)
7. Bár tehetném (Janca Ákos-Csuka László)
8. Épül már a házunk (Janca Ákos-Csuka László-Jakab Zsolt)
9. Békeföld (Janca Ákos-Csuka László)
10. Úgy illesz hozzám (Janca Ákos-Csuka László)
11. Boldog vagyok (Janca Ákos-Csuka László)

## Közreműködők
- Bayer Friderika - ének, vokál
- Janca Ákos - billentyűs hangszerek, dob- és basszusprogramok, ütőhangszerek
- Fejes Zoltán - elektromos és akusztikus gitárok
- Folk Iván - elektromos gitárok
- Kedl Ildikó - vokál
- Balogh Anette - vokál
- Jakab Zsolt - vokál, rap
- ifj. Balogh Ferenc - vokál, szájdob